# 利奥波德教堂

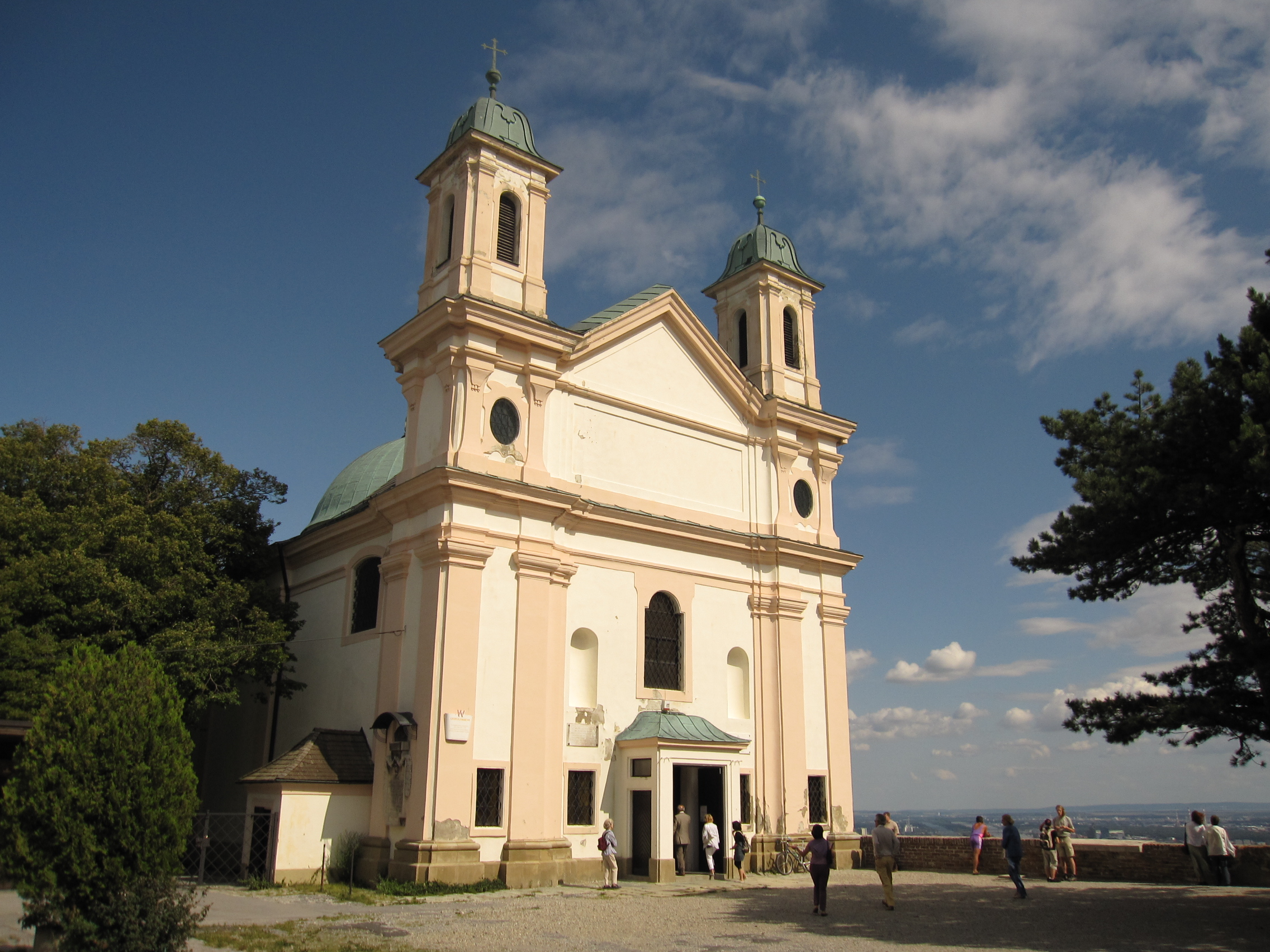
利奥波德教堂

利奥波德教堂（Leopoldskirche）是一座罗马天主教教堂，位于奥地利维也纳德布灵区利奥波德山。供奉圣利奥波德侯爵。

## 历史
该堂建于1679年土耳其攻城期间，以利奥波德三世命名。1693年祝圣。
1945年2月7日，该堂遭轰炸，炸毁约三分之一。

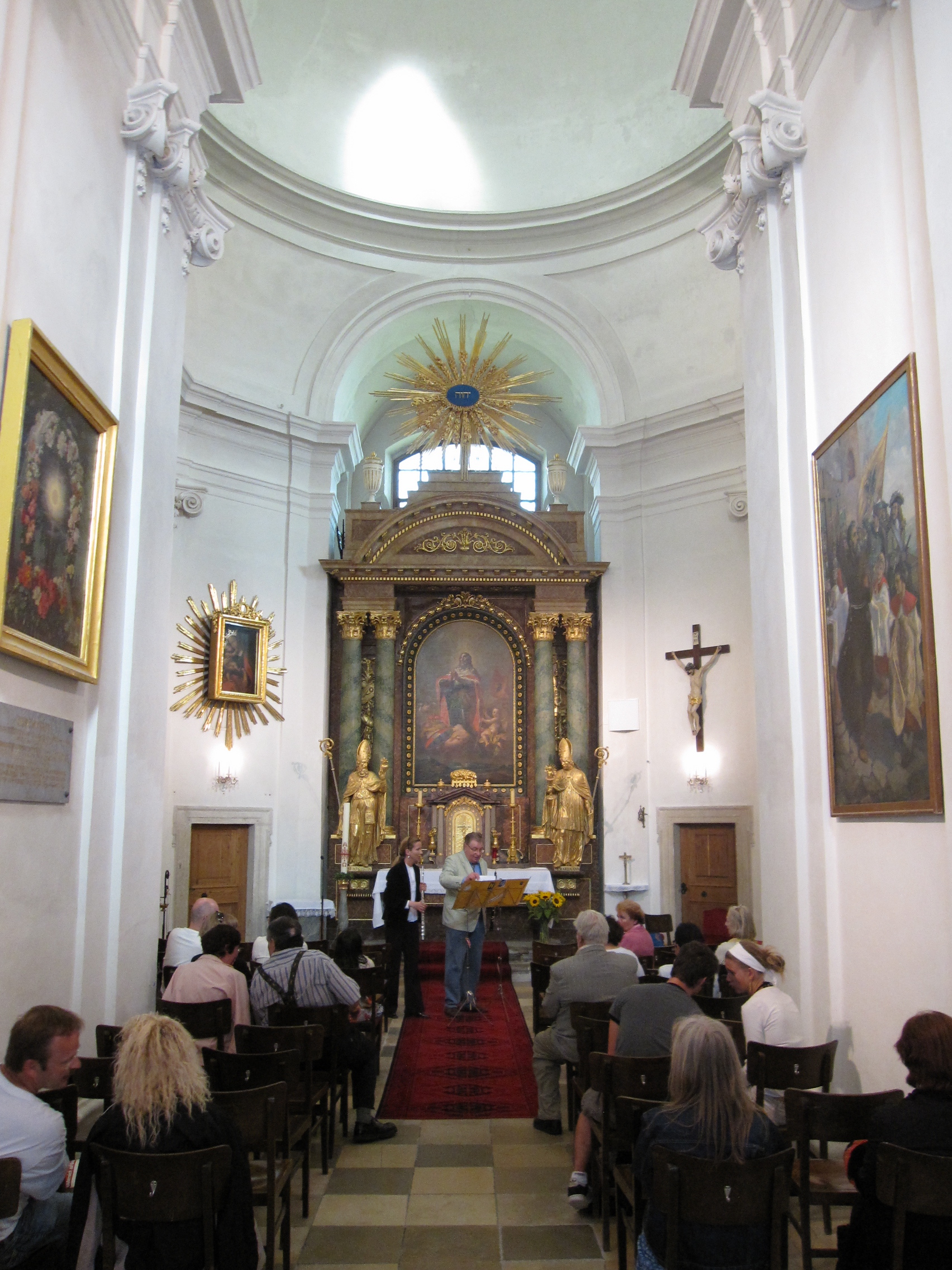
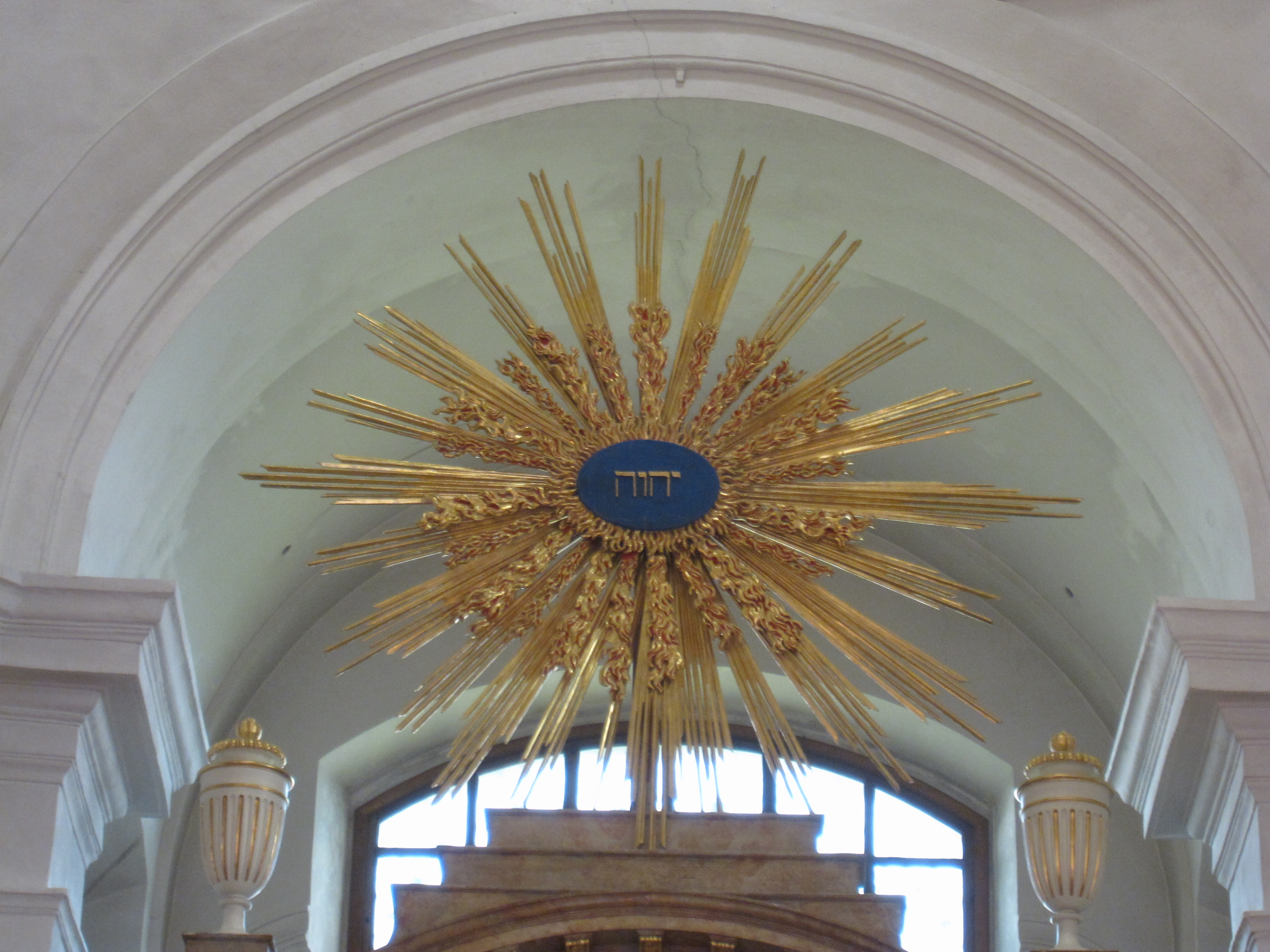